# 변재준
변재준(2003년~)는 대한민국의 아티스틱스위밍 선수다.
대한민국 남자 1호 아티스틱스위밍 선수며, 아버지는 가수 변진섭, 어머니는 아티스틱스위밍 선수 출신 지도자인 이주영이다.

## 생애
가수 변진섭의 차남으로, 어머니 이주영의 영향을 받아 초등학교 때부터 아티스틱스위밍을 시작하였다.

## 경력
2023 후쿠오카 세계수영선수권대회에 출전해 7월 15일 아티스틱 스위밍 혼성 듀엣 테크니컬 종목에서 김지혜와 짝을 이뤄 16개 팀 중 6위를 차지해 결선에 진출했으며, 7월 16일 결선에서 190.2934점을 받아 최종 10위를 기록했다. 7월 21일 혼성 프리 종목에서도 역시 김지혜와 짝을 이뤄 125.3708점을 받아 15개팀중 11위로 결선에 진출했고, 22일 결승에서 125.1542점을 받아 최종 10위를 기록했다. 세계선수권 개막을 한달 앞두고 출전이 결정되어서 이루어낸 놀라운 결과다.
다만 아티스틱스위밍의 혼성듀엣 종목이 아직 올림픽 정식 종목이 아닌 데다가, 대한민국의 아티스틱스위밍계에서 남자 선수 풀이 좁은 관계로 2024년 하계 올림픽에는 나서지 못했다.
친형과 더불어 체육계에서 활동하고 있지만, 아버지 변진섭의 영향으로 음악을 접하며 뮤지컬에도 나서고 있다.

## 학력
- 경희대학교